# 78 Dywizja Piechoty (Imperium Rosyjskie)
78 Dywizja Piechoty (ros. 78-я пехотная дивизия) – rezerwowa dywizja piechoty Armii Imperium Rosyjskiego.
Dywizja została sformowana na bazie 42 Dywizji Piechoty z Kijowa w czasie I wojny światowej. Pierwszym dowódcą dywizji został baron generał porucznik Władimir Aleksiejewicz Ałftan (Владимир Алексеевич Альфтан).

## Struktura organizacyjna
Lipiec 1914:
- dowództwo dywizji
- 309 Owrucki pułk piechoty (zob. Owrucz)
- 310 Szacki pułk piechoty (zob. Szack)
- 311 Krzemieniecki pułk piechoty (zob. Krzemieniec)
- 312 Wasylkowski pułk piechoty (zob. Wasylków)